# Petrovice (ort i Tjeckien, Pardubice, lat 50,12, long 16,61)
Petrovice är en ort i Tjeckien.   Den ligger i regionen Pardubice, i den östra delen av landet, 160 km öster om huvudstaden Prag. Petrovice ligger 643 meter över havet och antalet invånare är 142.
Terrängen runt Petrovice är kuperad åt nordost, men åt sydväst är den platt. Runt Petrovice är det ganska glesbefolkat, med 43 invånare per kvadratkilometer. Närmaste större samhälle är Letohrad, 12,0 km sydväst om Petrovice. I omgivningarna runt Petrovice växer i huvudsak blandskog.